# کاکایی چشم‌سفید
کاکایی چشم‌سفید (نام علمی: Ichthyaetus leucophthalmus) نام یک گونه از تیره مرغ نوروزی است.